# Реологическая свариваемость
Реологические свариваемость (РС) предлагается в качестве концепции определения надежности свариваемости изделий из термопластов. С практической точки зрения, РС предметов из термопластов оценивается на основе их реологических свойств: вязкости (η) и энергии активации (ЕА). По данным этого критерия, тем меньше вязкость (η) при сварочном процессе и чем меньше абсолютная величина энергии активации (|ЕА|), тем лучше свариваемость.
По реологической концепции образование сварного соединения включает два этапа на макро- и микроуровнях. При сближении под давлением активированных поверхностей соединяемых деталей из-за сдвиговых деформаций происходит течение расплава полимера, при этом ингредиенты, препятствующие сближению и взаимодействию макромолекул удаляются из зоны контакта. Из-за разности скоростей течения расплава происходит перемешивание макрообъемов расплава в зоне контакта.
После удаления дефектных слоев в зоне контакта под действием ван-дер-ваальсовых сил межмолекулярного и межатомного взаимодействия возникает взаимодействие между макромолекулами слоев соединяемых деталей. Этот процесс происходит уже на микроуровне. Взаимодиффузия макромолекул обусловлена энергетическим потенциалом и неравномерностью градиента температур в зоне свариваемых поверхностей.

## Вязкость

### Чем меньшеη, тем лучшеРС
Смачивание характеризуется степень межфазного контакта и определяется количественно через краевой угол (θс) для жидкости на поверхности твердого тела, находящегося в равновесии, как показано на фиг. 1. Взаимосвязь между углом контакта и поверхностным трением в условии равновесия определяется уравнением:
{\displaystyle \gamma _{SG}\ =\gamma _{SL}+\gamma _{LG}\cos {\theta _{c}},}
- {\displaystyle \gamma _{SG}} - поверхностное натяжение твердое тело - газообразное,
- {\displaystyle \gamma _{SL}} - поверхностное натяжение твердое тело  -жидкость,
- {\displaystyle \gamma _{LG}} - поверхностное натяжение жидкость-газ,
- {\displaystyle \theta _{c}} - угол контакта.

В идеале для хорошего смачивания, краевой угол (θс) в равновесии должно иметь минимум. Однако, это допустимо только в условиях равновесия,  равновесие же зависит от соотношения между  силой смачивания и вязкости жидкости. Для полимерных расплавов вязкость может быть очень высокой. Потребуется много времени, чтобы достичь равновесного угла смачивания (динамического краевого угла).
Для оценки свариваемости надо учитывать вязкость расплава термопластов (полимерных расплавов), поскольку сварка является быстрым процессом. Чем меньше вязкость во время процесса сварки, тем лучше свариваемость.
Поскольку вязкость (η) уменьшается с ростом температуры (Т) и скорости сдвига для большинства полимерных расплавов, свариваемость лучше там, где температура и скорость сдвига (движения) выше в  сечении сварочной области.
|Е, А| значения таких полимеров как ПВХ уменьшается с увеличением скорости сдвига, подразумевая, лучше свариваемость, где скорость сдвига (движения) выше, в течение всего сечения сварочной области.
Вязкость при различных температурах полимеров (ЕА) можно вычислить через уравнение Аррениуса:
{\displaystyle \eta =C\exp \left({\frac {-E_{a}}{RT}}\right),}
где
- η - вязкость расплавленного полимера,
- С - фактор частоты,
- R - универсальная газовая постоянная,
- Т - температура (Кельвина).

## Примечание
1. 1 2 3  O.Balkan, H.Demirer, A.Ezdesir, H.Yildirim. Effects of welding procedures on mechanical and morphological properties of hot gas butt welded PE, PP, and PVC sheets (англ.) // Polymer Engineering and Science : journal. — 2008. — Vol. 48. — P. 732. — ISSN 1548-2634. — doi:10.1002/pen.21014. Архивировано 12 августа 2016 года.
2. 1 2 3  O.Balkan, A.Ezdesir. Rheological Weldability of Polymers (неопр.). — 12. International Materials Symposium (12.IMSP) Denizli, 2008. — С. 1046.
3. ↑  Young, T. An Essay on the Cohesion of Fluids (англ.) // Phil. Trans. R. Soc. Lond. : journal. — 1805. — Vol. 95. — P. 65—87. — doi:10.1098/rstl.1805.0005.
4. ↑  Arrhenius, S.A. Über die Dissociationswärme und den Einflusß der Temperatur auf den Dissociationsgrad der Elektrolyte (нем.) // Z. Phys. Chem.[англ.] : magazin. — 1889. — Bd. 4. — S. 96—116.
5. ↑  Arrhenius, S.A. Über die Reaktionsgeschwindigkeit bei der Inversion von Rohrzucker durch Säuren (нем.) // ibid. : magazin. — 1889. — Bd. 4. — S. 226—248.
6. ↑  Laidler, K. J. (1987) Chemical Kinetics,Third Edition, Harper & Row, p.42

## Сварка
- Механизм образования сварных соединений